# When the Last Time
When the Last Time è un singolo del duo hip hop statunitense Clipse, pubblicato nel 2002 come secondo estratto dall'album di debutto Lord Willin'. Prodotto dai Neptunes, reca la partecipazione dello stesso Pharrell Williams e della cantante R&B Kelis.

## Informazioni
Ancora adesso è il singolo più di successo del gruppo negli USA: ha raggiunto la posizione n.19 nella Billboard Hot 100, la n.8 nella Hot R&B/Hip-Hop Songs e la n.7 nella Hot Rap Tracks. In Regno Unito la canzone si è invece piazzata alla 41ª posizione (qua il singolo ad aver raggiunto la posizione più alta, la n.38, resta invece Ma, I Don't Love Her con Faith Evans).

## Videoclip
Il videoclip ha un'ambientazione non proprio nuova. Include un breve freestyle del commediante Shawty e si conclude sulle note di Virginia, altra traccia presente in Lord Willin'.

## Classifica

### USA
| Chart (2002)                            | Posizione massima |
| --------------------------------------- | ----------------- |
| Stati Uniti d'America Billboard Hot 100 | 19                |
| U.S.A. Billboard Hot R&B/Hip-Hop Songs  | 8                 |
| U.S.A. Billboard Hot Rap Tracks         | 7                 |
| U.S.A. Billboard Rhythmic Top 40        | 8                 |
| U.S.A. Billboard Top 40 Tracks          | 30                |

### Altri paesi e classifiche mondiali
| Chart (2002-2003)        | Posizione massima |
| ------------------------ | ----------------- |
| Regno Unito              | 41                |
| Giappone                 | 50                |
| World R&B Top 30 Singles | 7                 |